# Јунион Дипосит (Пенсилванија)
Јунион Дипосит (енгл. Union Deposit) насељено је место без административног статуса у америчкој савезној држави Пенсилванија.

## Демографија
По попису из 2010. године број становника је 407.
| Група             | 2000.    | 2010.       |
| Белци             | 0 (0,0%) | 369 (90,7%) |
| Афроамериканци    | 0 (0,0%) | 5 (1,2%)    |
| Азијати           | 0 (0,0%) | 20 (4,9%)   |
| Хиспаноамериканци | 0 (0,0%) | 5 (1,2%)    |
| Укупно            | 0        | 407         |